# Europapfadfinder
Als Europapfadfinder werden zahlreiche Pfadfinderverbände bezeichnet, die zur Union Internationale des Guides et Scouts d’Europe oder zur Confédération Européenne de Scoutisme gehören oder ihre Wurzeln in diesen Bewegungen haben. Außerdem tragen mehrere von der Deutschen Pfadfinderschaft Sankt Georg abgespaltene Verbände die Bezeichnung Europa in ihrem Namen.
In der Regel wird der Begriff für den mitgliederstärksten Verband, die Katholische Pfadfinderschaft Europas, oder für ihre Schwesterverbände verwendet.

## Europapfadfinder im deutschsprachigen Raum
In der Union Internationale des Guides et Scouts d’Europe aktive Verbände:
- Evangelische Pfadfinderschaft Europas (Deutschland)
- Katholische Pfadfinderschaft Europas (Deutschland)
- Katholische Pfadfinderschaft Europas – Österreich
- Schweizerische Pfadfinderschaft Europas

In der Confédération Européenne de Scoutisme aktive Verbände:
- Bund Europäischer Pfadfinder (Deutschland)
- Fédération Française de Scoutisme mit deutschen Gruppen der
  - Europapfadfindern der FSE Alsace (Deutschland)

Die unabhängigen Verbänden sind trotz des Begriffs Europa meist nur in einem Land aktiv. Zu ihnen zählen:
- Bund Europäischer St. Georgs-Pfadfinderinnen und -Pfadfinder (Deutschland)
- Europäische Pfadfinderschaft St. Georg (Deutschland)
- Europäischer Pfadfinderbund Georgsritter (Deutschland)
- Europäischer Pfadfinderbund St. Georg (Deutschland)
- Europapfadfinder St. Michael (Deutschland)
- Europa Scouts (Österreich)
- Europa-Scouts Deutschland
- Pfadfinderinnen und Pfadfinder Europas – Österreich
- Scouts of Europa – Europäische Pfadfinderbewegung (Österreich)